# قداس (روية)
قداس هي رواية تاريخية وسياسية كتبها الفنان الوطني الفلبيني فرانسيسكو سيونيل خوسيه عام 1973. الرواية استكمال لسلسلة ملحمة روزاليس،    كانت الرسالة الأدبية للرواية هي أن «المجتمع الذي ينوي حساب ثمن الرجل هو الذي يقلل في نهاية المطاف من قيمة كل الرجال». 

## الوصف
صورت الرواية الفلبين خلال السنوات التي سبقت وتلت تطبيق الأحكام العرفية في عام 1972،  والتي حدثت في نطاق الفترات الوسطى والمتأخرة من القرن العشرين. وتحدث عن حركة تدعو إلى الإصلاح، والنضال أجل حقوق الإنسان، وحقوق الطلاب، وحقوق المستأجرين، وحقوق المرأة، والاحتجاجات الجماهيرية التي تم التلاعب بها من قبل «القادة المحتالين».

## الشخصيات
الشخصية الرئيسية في الرواية هي خوسيه «بيبي»  سامسون، من سكان توندو، مانيلا. بيبي هو الابن غير الشرعي لأنطونيو «توني» سامسون، الشخصية الأساسية في رواية المدعون.  كان بيبي أيضًا حفيد إستاك، بطل رواية بو أون.  بدلاً من أن يصبح مثل والده الذي أغوته الثروة،  أصبح بيبي من أتباع قائد متمردين  تربي بيبي سامسون من قبل إيمي في كابوغاوان، ثم ذهب للعيش مع عمة في مانيلا من أجل الدراسة في الكلية. أصبح تاجر مخدرات تابع لرجل عصابات يدعى كويا نيك. ثم انضم بيبي إلى الجماعة الثورية المعروفة باسم الإخوان. في النهاية، نفذ بيبي «عملاً ثوريًا». 